# Patrice d'Arcy
Patrice d'Arcy (1725-1779) fue un matemático, ingeniero, militar, físico y escritor castrense francés nacido en Irlanda.
Fue un distinguido ingeniero nacido en Galloway en 1725, y sus padres, en consecuencia de su apego a la Casa de Estuardo, abandonaron Irlanda y se asentaron en Francia, (cita sacada de la obra editada por George Ripley y Charles A. Dana <<The new american cyclopaedia>>, London, 1865)

## Biografía
Arcy fue un matemático y militar nacido en 27 de septiembre de 1725 en Galloway, Irlanda, de una familia noble y antigua, de padres católicos, quienes le enviaron en 1739 a París, desarrollando una inclinación por el estudio de la matemática que  desplegó y consolidó porque tuvo la ocasión de trabar amistad con un joven Alexis-Claude Clairaut (1713-1765), maestro de matemática distinguido, asociado a la Academia de Berlín, uno de los tres geometras que fue considerado uno de los tres sucesores de Isaac Newton, lector precoz, a los 10 años leía ya las <<Secciones cónicas>> de Guillaume de l'Hopital, sobre la aplicación del álgebra a la geometría y sobre las curvas, devorando el análisis de lo infinitamente pequeño del mismo autor, dejando escritas <<Recherches sur les courbes a double courbure>>, París, 1731, in-8.º, <<Elements de geometrie>>,  Paría, 1741 y <<Elements de algebre>>, París, 1746, entre otros trabajos publicados por Clairaut.
Arcy desde su pubertad el daba solución a diversos problemas que obligaban a demostrar una gran clarividencia; pero los conflictos bélicos le apartaron de su instrucción y entró en la milicia participando en la guerra que se propagaba participando en las campañas de Flandes y Alemania, como capitán de un regimiento francés de Condé.
En 1746, Arcy, fue enviado a Escocia en el contingente de una parte de tropas al rescate del pretendiente de la Corona; mas una flota de Inglaterra retuvo a la expedición, y Arcy como irlandés de origen había empuñado las ramas contra su país de nacimiento fue condenado a muerte, sentencia que no se llevó a término, ya que el destino hizo que la humanidad del almirante inglés Knoweys le condonara la pena capital.
Arcy, durante la guerra, había publicado algunas Memorias, que le secundaron, más tarde, en el año 1749, a abrir las puertas de la Academia de Ciencias, y una de ellas contenía un principio general de mecánica, el de la conservación del movimiento giratorio o de la conservación del principio de acción, aplicado a un problema de la precisión de los equinoccios, escribiendo contra el matemático y literato Pierre Louis Maupertuis (1698-1759).
Arcy junto a su colega de la Academia de Ciencias, el ingeniero Jean Leroy, realiza una serie de experiencias sobre la electricidad, que le sirvieron posteriormente para aplicarlas sobre la pólvora del cañón, donde reunió los resultados en su obra ensayo de la artillería, en 1760, y reemprendió la carrera de las armas, y participa como coronel en el regimiento del conde Fitz-James como ayudante de campo.
Con la llegada de la paz que puso fin a las hostilidades bélicas, reanuda sus experimentos científicos, y da a la imprenta en 1765 una memoria sobre la duración de las sensaciones de la vista, donde brilla dicha obra por su agudeza y discernimiento, y en 1770 fue ascendido a mariscal de campo y en el mismo año la Academia le admite como pensionado.
Arcy, en 1777, contrajo matrimonio en París y tomó el título de conde,. y falleció dos años después de su casamiento el 18 de octubre de 1779 a la edad de 54 años, y  un análisis detallado de sus obras se puede hallar en el elogio que le dedicó  Nicolas de Condorcet con una investigación particular, en la que Arcy realizó muchos experimentos sobre la detonación de la pólvora usando el péndulo balístico en el cañón, y estando en desacuerdo con la ley de resistencia sus conclusiones se hallan perdidas, y escribió otras memorias tras participar en la batalla de Rossbach en 1757.

## Obra
- Reflexions sur la theorie de la lune, 1749, in-8.º.
- Obervations sur la theorie et practique de l'artillerie, 1751, in-8.º.
- Essai sur l'artillerie, París, 1760
- Essai de une nouvelle theorie d'artillerie, 1766, in-8.º.
- Memorie sur la duree des sensations, 1765.
- Recueil de pieces sur un nouveau fusil, 1767, in-8.º.